# Final de la Liga de Campeones de la UEFA 2011-12
La final de la UEFA Champions League 2011-2012 fue el último partido de la 57.ª temporada de la Liga de Campeones de la UEFA. El partido se disputó en Múnich, Alemania, el 19 de mayo de 2012.
Se jugó en el estadio Allianz Arena donde el club Bayern Múnich juega como local. Es a su vez la cuarta final que se disputa en la ciudad de Múnich tras las ediciones de 1978/79, 1992/93 y 1996/97, aunque fue la primera final en el Allianz Arena ya que las tres anteriores se disputaron en el Estadio Olímpico de Múnich.
En esta final se enfrentaron el Chelsea y Bayern Múnich, en la cual el equipo inglés triunfa en los penales 4–3; luego de haber empatado en el tiempo reglamentario 1–1. Fue la primera vez que Chelsea FC y Bayern Múnich se enfrentaban en una final de Liga de Campeones. Así, el Chelsea FC alcanzó la primera copa de su historia. El F. C. Bayern Múnich se convirtió en el segundo equipo que perdía la Liga de Campeones en su propio estadio, 28 años atrás la AS Roma perdió en el Estadio Olímpico también por la definición por penales ante el Liverpool FC.
En agosto del 2012 disputó el título de la Supercopa de Europa contra el ganador de la UEFA Europa League, el Atlético de Madrid y al mismo tiempo, está clasificado para la Copa Mundial de Clubes de la FIFA 2012.
Antes del inicio del partido el tenor alemán Jonas Kaufmann y el violinista David Garrett interpretaron desde el terreno de juego una versión del himno de la Liga de Campeones de la UEFA realizada por Matt Clifford.
Como dato está el suceso de que tras alcanzar el campeonato, el Chelsea en la Premier League ocupó el sexto lugar y no clasificaba a la edición 2012–13. En efecto se clasificó como campeón vigente y desplazó a Tottenham a Europa League, cuarto en su liga y a quien le correspondía participar en Champions.

## Finalistas
En negrita, las finales ganadas.
| Equipos       | Finales jugadas anteriormente                                            |
| ------------- | ------------------------------------------------------------------------ |
| Bayern Múnich | 1973-74, 1974-75, 1975-76, 1981-82, 1986-87, 1998-99, 2000-01 y 2009-10. |
| Chelsea       | 2007-08.                                                                 |

## Sede
El Allianz Arena fue anunciado por la UEFA como sede de la final de 2012 el 30 de enero de 2010, aunque el estadio fue denominado "Fußball Arena München" para el partido, ya que la UEFA no reconoce el patrocinio de empresas que no se encuentran entre sus organizaciones asociadas. El estadio, que se inauguró en 2005, fue entonces el estadio local tanto del Bayern Múnich como del 1860 Múnich, y se utilizó para seis partidos de la Copa Mundial de la FIFA 2006, incluido el partido inaugural.

El estadio albergaba su primera gran final europea. El Olympiastadion de Múnich, la anterior sede del Bayern Múnich y del 1860 Múnich, albergó tres finales de la Copa de Europa; en 1979, 1993 y 1997. En cada ocasión anterior, una final de la Copa de Europa celebrada en Múnich había producido un ganador de la competición por primera vez (Nottingham Forest, Olympique de Marsella y Borussia Dortmund, respectivamente).
| Alemania                     |                       |                       |                       |
| Ciudad                       | Estadio               |                       |                       |
| Múnich                       | Fußball Arena München | Fußball Arena München | Fußball Arena München |
|                              |                       |                       |                       |
| 70 000 espectadores          |                       |                       |                       |
| Final Liga de Campeones 2012 |                       |                       |                       |

## Camino a la final

### Bayern Múnich
| Fecha                                                                   | Fase             | Sede                             | Equipo             |                       | Resultado  |                       | Equipo             | Espectadores |
| ----------------------------------------------------------------------- | ---------------- | -------------------------------- | ------------------ | --------------------- | ---------- | --------------------- | ------------------ | ------------ |
| 14 de septiembre                                                        | Grupo A          | El Madrigal, Villarreal          | Villarreal CF      | Bandera de España     | 0 - 2      | Bandera de Alemania   | Bayern Múnich      | Reporte      |
| 27 de septiembre                                                        | Grupo A          | Allianz Arena, Múnich            | Bayern Múnich      | Bandera de Alemania   | 2 - 0      | Bandera de Inglaterra | Manchester City    | Reporte      |
| 18 de octubre                                                           | Grupo A          | Estadio San Paolo, Nápoles       | SSC Napoli         | Bandera de Italia     | 1 - 1      | Bandera de Alemania   | Bayern Múnich      | Reporte      |
| 2 de noviembre                                                          | Grupo A          | Allianz Arena, Múnich            | Bayern Múnich      | Bandera de Alemania   | 3 - 2      | Bandera de Italia     | SSC Napoli         | Reporte      |
| 22 de noviembre                                                         | Grupo A          | Allianz Arena, Múnich            | Bayern Múnich      | Bandera de Alemania   | 3 - 1      | Bandera de España     | Villarreal CF      | Reporte      |
| 7 de diciembre                                                          | Grupo A          | Ciudad de Mánchester, Manchester | Manchester City FC | Bandera de Inglaterra | 2 - 0      | Bandera de Alemania   | Bayern Múnich      | Reporte      |
| Bayern Múnich avanza a segunda fase, primero en su grupo con 13 puntos. |                  |                                  |                    |                       |            |                       |                    |              |
| 22 de febrero                                                           | Octavos de final | St. Jakob Park, Basilea          | FC Basel           | Bandera de Suiza      | 1 - 0      | Bandera de Alemania   | Bayern Múnich      | Reporte      |
| 13 de marzo                                                             | Octavos de final | Allianz Arena, Múnich            | Bayern Múnich      | Bandera de Alemania   | 7 - 0      | Bandera de Suiza      | FC Basel           | Reporte      |
| Bayern Múnich avanza con un global de 7-1.                              |                  |                                  |                    |                       |            |                       |                    |              |
| 28 de marzo                                                             | Cuartos de final | Stade Vélodrome, Marsella        | Olympique Marsella | Bandera de Francia    | 0 - 2      | Bandera de Alemania   | Bayern Múnich      | Reporte      |
| 3 de abril                                                              | Cuartos de final | Allianz Arena, Múnich            | Bayern Múnich      | Bandera de Alemania   | 2 - 0      | Bandera de Francia    | Olympique Marsella | Reporte      |
| Bayern Múnich avanza con un global de 4-0.                              |                  |                                  |                    |                       |            |                       |                    |              |
| 17 de abril                                                             | Semifinales      | Allianz Arena, Múnich            | Bayern Múnich      | Bandera de Alemania   | 2 - 1      | Bandera de España     | Real Madrid        | Reporte      |
| 25 de abril                                                             | Semifinal        | Santiago Bernabéu, Madrid        | Real Madrid        | Bandera de España     | 2(1)- 1(3) | Bandera de Alemania   | Bayern Múnich      | Reporte      |
| Bayern Múnich avanza a la final en la tanda de penaltis (global 3-3).   |                  |                                  |                    |                       |            |                       |                    |              |

### Chelsea FC
| Fecha                                                                | Fase             | Sede                       | Equipo           |                       | Resultado |                       | Equipo           | Espectadores |
| -------------------------------------------------------------------- | ---------------- | -------------------------- | ---------------- | --------------------- | --------- | --------------------- | ---------------- | ------------ |
| 13 de septiembre                                                     | Grupo E          | Stamford Bridge, Londres   | Chelsea FC       | Bandera de Inglaterra | 2 - 0     | Bandera de Alemania   | Bayer Leverkusen | Reporte      |
| 28 de septiembre                                                     | Grupo E          | Mestalla, Valencia         | Valencia CF      | Bandera de España     | 1 - 1     | Bandera de Inglaterra | Chelsea FC       | Reporte      |
| 19 de octubre                                                        | Grupo E          | Stamford Bridge, Londres   | Chelsea FC       | Bandera de Inglaterra | 5 - 0     | Bandera de Bélgica    | KRC Genk         | Reporte      |
| 1 de noviembre                                                       | Grupo E          | Fenix Stadion, Genk        | KRC Genk         | Bandera de Bélgica    | 1 - 1     | Bandera de Inglaterra | Chelsea FC       | Reporte      |
| 23 de noviembre                                                      | Grupo E          | BayArena, Leverkusen       | Bayer Leverkusen | Bandera de Alemania   | 2 - 1     | Bandera de Inglaterra | Chelsea FC       | Reporte      |
| 6 de diciembre                                                       | Grupo E          | Stamford Bridge, Londres   | Chelsea FC       | Bandera de Inglaterra | 3 - 0     | Bandera de España     | Valencia CF      | Reporte      |
| Chelsea FC avanza a segunda fase, primero en su grupo con 11 puntos. |                  |                            |                  |                       |           |                       |                  |              |
| 21 de febrero                                                        | Octavos de final | Estadio San Paolo, Nápoles | SSC Napoli       | Bandera de Italia     | 3 - 1     | Bandera de Inglaterra | Chelsea FC       | Reporte      |
| 14 de marzo                                                          | Octavos de final | Stamford Bridge, Londres   | Chelsea FC       | Bandera de Inglaterra | 4 - 1     | Bandera de Italia     | SSC Napoli       | Reporte      |
| Chelsea FC avanza con un global de 5-4.                              |                  |                            |                  |                       |           |                       |                  |              |
| 27 de marzo                                                          | Cuartos de final | Estádio da Luz, Lisboa     | SL Benfica       | Bandera de Portugal   | 0 - 1     | Bandera de Inglaterra | Chelsea FC       | Reporte      |
| 4 de abril                                                           | Cuartos de final | Stamford Bridge, Londres   | Chelsea FC       | Bandera de Inglaterra | 2 - 1     | Bandera de Portugal   | SL Benfica       | Reporte      |
| Chelsea FC avanza con un global de 3-1.                              |                  |                            |                  |                       |           |                       |                  |              |
| 18 de abril                                                          | Semifinal        | Stamford Bridge, Londres   | Chelsea FC       | Bandera de Inglaterra | 1 - 0     | Bandera de España     | FC Barcelona     | Reporte      |
| 24 de abril                                                          | Semifinal        | Camp Nou, Barcelona        | FC Barcelona     | Bandera de España     | 2 - 2     | Bandera de Inglaterra | Chelsea FC       | Reporte      |
| Chelsea FC avanza a la final con un global de 3-2.                   |                  |                            |                  |                       |           |                       |                  |              |

## Partido
| 1     | POR   | Manuel Neuer           |     |
| 21    | DEF   | Philipp Lahm           |     |
| 17    | DEF   | Jérôme Boateng         |     |
| 44    | DEF   | Anatoli Timoshchuk     |     |
| 26    | DEF   | Diego Contento         |     |
| 39    | MED   | Toni Kroos             |     |
| 31    | MED   | Bastian Schweinsteiger |     |
| 10    | MED   | Arjen Robben           |     |
| 25    | MED   | Thomas Müller          | 87' |
| 7     | MED   | Franck Ribéry          | 97' |
| 33    | DEL   | Mario Gómez            |     |
| D. T. | D. T. | Jupp Heynckes          |     |

| 1     | POR   | Petr Čech         |     |
| 17    | DEF   | José Bosingwa     |     |
| 4     | DEF   | David Luiz        |     |
| 24    | DEF   | Gary Cahill       |     |
| 3     | DEF   | Ashley Cole       |     |
| 12    | MED   | John Obi Mikel    |     |
| 8     | MED   | Frank Lampard     |     |
| 21    | MED   | Salomon Kalou     | 84' |
| 10    | MED   | Juan Mata         |     |
| 34    | MED   | Ryan Bertrand     | 73' |
| 11    | DEL   | Didier Drogba     |     |
| D. T. | D. T. | Roberto Di Matteo |     |

| 5  | DEF | Daniel Van Buyten | 87' |
| 11 | DEL | Ivica Olić        | 97' |

| 15 | MED | Florent Malouda | 73' |
| 9  | DEL | Fernando Torres | 84' |

| 83' | Thomas Müller | 1:0 |

| 88' | Didier Drogba | 1:1 |

| Sí · Sí · Sí · No · No | Philipp Lahm Mario Gomez Manuel Neuer Ivica Olić Bastian Schweinsteiger | 1:0 2:0 3:1 3:2 3:3 |

| No · Sí · Sí · Sí · Sí | Juan Mata David Luiz Frank Lampard Ashley Cole Didier Drogba | 1:0 2:1 3:2 3:3 3:4 |

| 2' | Bastian Schweinsteiger |

| 81' · 86' · 93' · 120' | Ashley Cole David Luiz Didier Drogba Fernando Torres |

| Principal  | Pedro Proença           |
| Asistentes | Bertino Miranda         |
|            | Ricardo Santos          |
| Cuarto     | Carlos Velasco Carballo |

| Áreas | Manuel De Sousa |
|       | Duarte Gomes    |

|                    |     |     |
| Tiros              | 35  | 9   |
| Tiros a puerta     | 7   | 3   |
| Faltas             | 14  | 26  |
| Saques de esquina  | 20  | 1   |
| Fueras de juego    | 1   | 2   |
| Posesión del balón | 75% | 25% |

| Alineación inicial |

| 1     | POR   | Manuel Neuer           |     |
| 21    | DEF   | Philipp Lahm           |     |
| 17    | DEF   | Jérôme Boateng         |     |
| 44    | DEF   | Anatoli Timoshchuk     |     |
| 26    | DEF   | Diego Contento         |     |
| 39    | MED   | Toni Kroos             |     |
| 31    | MED   | Bastian Schweinsteiger |     |
| 10    | MED   | Arjen Robben           |     |
| 25    | MED   | Thomas Müller          | 87' |
| 7     | MED   | Franck Ribéry          | 97' |
| 33    | DEL   | Mario Gómez            |     |
| D. T. | D. T. | Jupp Heynckes          |     |

| 1     | POR   | Petr Čech         |     |
| 17    | DEF   | José Bosingwa     |     |
| 4     | DEF   | David Luiz        |     |
| 24    | DEF   | Gary Cahill       |     |
| 3     | DEF   | Ashley Cole       |     |
| 12    | MED   | John Obi Mikel    |     |
| 8     | MED   | Frank Lampard     |     |
| 21    | MED   | Salomon Kalou     | 84' |
| 10    | MED   | Juan Mata         |     |
| 34    | MED   | Ryan Bertrand     | 73' |
| 11    | DEL   | Didier Drogba     |     |
| D. T. | D. T. | Roberto Di Matteo |     |

| 5  | DEF | Daniel Van Buyten | 87' |
| 11 | DEL | Ivica Olić        | 97' |

| 15 | MED | Florent Malouda | 73' |
| 9  | DEL | Fernando Torres | 84' |

| 83' | Thomas Müller | 1:0 |

| 88' | Didier Drogba | 1:1 |

| Sí · Sí · Sí · No · No | Philipp Lahm Mario Gomez Manuel Neuer Ivica Olić Bastian Schweinsteiger | 1:0 2:0 3:1 3:2 3:3 |

| No · Sí · Sí · Sí · Sí | Juan Mata David Luiz Frank Lampard Ashley Cole Didier Drogba | 1:0 2:1 3:2 3:3 3:4 |

| 2' | Bastian Schweinsteiger |

| 81' · 86' · 93' · 120' | Ashley Cole David Luiz Didier Drogba Fernando Torres |

| Principal  | Pedro Proença           |
| Asistentes | Bertino Miranda         |
|            | Ricardo Santos          |
| Cuarto     | Carlos Velasco Carballo |

| Áreas | Manuel De Sousa |
|       | Duarte Gomes    |

|                    |     |     |
| Tiros              | 35  | 9   |
| Tiros a puerta     | 7   | 3   |
| Faltas             | 14  | 26  |
| Saques de esquina  | 20  | 1   |
| Fueras de juego    | 1   | 2   |
| Posesión del balón | 75% | 25% |

| Alineación inicial |

| 1     | POR   | Manuel Neuer           |     |
| 21    | DEF   | Philipp Lahm           |     |
| 17    | DEF   | Jérôme Boateng         |     |
| 44    | DEF   | Anatoli Timoshchuk     |     |
| 26    | DEF   | Diego Contento         |     |
| 39    | MED   | Toni Kroos             |     |
| 31    | MED   | Bastian Schweinsteiger |     |
| 10    | MED   | Arjen Robben           |     |
| 25    | MED   | Thomas Müller          | 87' |
| 7     | MED   | Franck Ribéry          | 97' |
| 33    | DEL   | Mario Gómez            |     |
| D. T. | D. T. | Jupp Heynckes          |     |

| 1     | POR   | Petr Čech         |     |
| 17    | DEF   | José Bosingwa     |     |
| 4     | DEF   | David Luiz        |     |
| 24    | DEF   | Gary Cahill       |     |
| 3     | DEF   | Ashley Cole       |     |
| 12    | MED   | John Obi Mikel    |     |
| 8     | MED   | Frank Lampard     |     |
| 21    | MED   | Salomon Kalou     | 84' |
| 10    | MED   | Juan Mata         |     |
| 34    | MED   | Ryan Bertrand     | 73' |
| 11    | DEL   | Didier Drogba     |     |
| D. T. | D. T. | Roberto Di Matteo |     |

| 5  | DEF | Daniel Van Buyten | 87' |
| 11 | DEL | Ivica Olić        | 97' |

| 15 | MED | Florent Malouda | 73' |
| 9  | DEL | Fernando Torres | 84' |

| 83' | Thomas Müller | 1:0 |

| 88' | Didier Drogba | 1:1 |

| Sí · Sí · Sí · No · No | Philipp Lahm Mario Gomez Manuel Neuer Ivica Olić Bastian Schweinsteiger | 1:0 2:0 3:1 3:2 3:3 |

| No · Sí · Sí · Sí · Sí | Juan Mata David Luiz Frank Lampard Ashley Cole Didier Drogba | 1:0 2:1 3:2 3:3 3:4 |

| 2' | Bastian Schweinsteiger |

| 81' · 86' · 93' · 120' | Ashley Cole David Luiz Didier Drogba Fernando Torres |

| Principal  | Pedro Proença           |
| Asistentes | Bertino Miranda         |
|            | Ricardo Santos          |
| Cuarto     | Carlos Velasco Carballo |

| Áreas | Manuel De Sousa |
|       | Duarte Gomes    |

|                    |     |     |
| Tiros              | 35  | 9   |
| Tiros a puerta     | 7   | 3   |
| Faltas             | 14  | 26  |
| Saques de esquina  | 20  | 1   |
| Fueras de juego    | 1   | 2   |
| Posesión del balón | 75% | 25% |

| Alineación inicial |

| 1     | POR   | Manuel Neuer           |     |
| 21    | DEF   | Philipp Lahm           |     |
| 17    | DEF   | Jérôme Boateng         |     |
| 44    | DEF   | Anatoli Timoshchuk     |     |
| 26    | DEF   | Diego Contento         |     |
| 39    | MED   | Toni Kroos             |     |
| 31    | MED   | Bastian Schweinsteiger |     |
| 10    | MED   | Arjen Robben           |     |
| 25    | MED   | Thomas Müller          | 87' |
| 7     | MED   | Franck Ribéry          | 97' |
| 33    | DEL   | Mario Gómez            |     |
| D. T. | D. T. | Jupp Heynckes          |     |

| 1     | POR   | Petr Čech         |     |
| 17    | DEF   | José Bosingwa     |     |
| 4     | DEF   | David Luiz        |     |
| 24    | DEF   | Gary Cahill       |     |
| 3     | DEF   | Ashley Cole       |     |
| 12    | MED   | John Obi Mikel    |     |
| 8     | MED   | Frank Lampard     |     |
| 21    | MED   | Salomon Kalou     | 84' |
| 10    | MED   | Juan Mata         |     |
| 34    | MED   | Ryan Bertrand     | 73' |
| 11    | DEL   | Didier Drogba     |     |
| D. T. | D. T. | Roberto Di Matteo |     |

| 5  | DEF | Daniel Van Buyten | 87' |
| 11 | DEL | Ivica Olić        | 97' |

| 15 | MED | Florent Malouda | 73' |
| 9  | DEL | Fernando Torres | 84' |

| 83' | Thomas Müller | 1:0 |

| 88' | Didier Drogba | 1:1 |

| Sí · Sí · Sí · No · No | Philipp Lahm Mario Gomez Manuel Neuer Ivica Olić Bastian Schweinsteiger | 1:0 2:0 3:1 3:2 3:3 |

| No · Sí · Sí · Sí · Sí | Juan Mata David Luiz Frank Lampard Ashley Cole Didier Drogba | 1:0 2:1 3:2 3:3 3:4 |

| 2' | Bastian Schweinsteiger |

| 81' · 86' · 93' · 120' | Ashley Cole David Luiz Didier Drogba Fernando Torres |

| Principal  | Pedro Proença           |
| Asistentes | Bertino Miranda         |
|            | Ricardo Santos          |
| Cuarto     | Carlos Velasco Carballo |

| Áreas | Manuel De Sousa |
|       | Duarte Gomes    |

|                    |     |     |
| Tiros              | 35  | 9   |
| Tiros a puerta     | 7   | 3   |
| Faltas             | 14  | 26  |
| Saques de esquina  | 20  | 1   |
| Fueras de juego    | 1   | 2   |
| Posesión del balón | 75% | 25% |

| Alineación inicial |

|                       |
| Bandera de Inglaterra |
| Campeón Chelsea FC    |
| 1.er Título           |